# Unione Sportiva Livorno 1926-1927
Questa voce raccoglie le informazioni riguardanti la Unione Sportiva Livorno nelle competizioni ufficiali della stagione 1926-1927.

## Stagione
Dalla stagione 1926-1927 prende il via il campionato di Divisione Nazionale, torneo suddiviso in due gironi di dieci squadre, il preludio al girone unico che arriverà tre anni dopo.
Cade l'imbattibilità del Campo di Villa Chayes dopo quattro stagioni, per mano del Milan il 14 novembre 1926.
La squadra livornese ha disputato il campionato di Divisione Nazionale 1926-1927 ed era incluso nel girone B. Il club chiuse al 5º posto, appena fuori dal girone finale che lotterà per lo scudetto.

## Divise
Maglia amaranto con bordi bianco-verdi nel collo a V
| Prima divisa |

## Rosa
| N. |                   | Ruolo | Calciatore              |
| -- | ----------------- | ----- | ----------------------- |
|    | Italia (bandiera) | P     | Paolo Lami              |
|    | Italia (bandiera) | P     | Franco Lipizer          |
|    | Italia (bandiera) | P     | Lorenzo Niccolai        |
|    | Italia (bandiera) | D     | Piero Bandini (II)      |
|    | Italia (bandiera) | D     | Athos Innocenti (I)     |
|    | Italia (bandiera) | D     | Giovanni Vincenzi       |
|    | Italia (bandiera) | C     | Aldo Bandini (I)        |
|    | Italia (bandiera) | C     | Bruno Giraldi           |
|    | Italia (bandiera) | C     | Gastone Innocenti (III) |
|    | Italia (bandiera) | C     | Plinio Paolini          |

| N. |                     | Ruolo | Calciatore              |
| -- | ------------------- | ----- | ----------------------- |
|    | Italia (bandiera)   | C     | Alfredo Pitto           |
|    | Italia (bandiera)   | A     | Mario Baldi             |
|    | Italia (bandiera)   | A     | Gontrano Innocenti (II) |
|    | Italia (bandiera)   | A     | Mario Magnozzi          |
|    | Italia (bandiera)   | A     | Mario Palandri          |
|    | Italia (bandiera)   | A     | Mario Scazzola          |
|    | Italia (bandiera)   | A     | Paolo Silvestri         |
|    | Italia (bandiera)   | A     | Enrico Tommasi          |
|    | Italia (bandiera)   | A     | Sirio Volpi             |
|    | Ungheria (bandiera) | A     | Róbert Winkler          |

## Risultati

### Divisione Nazionale

#### Girone di andata
| Arbitro: | Dani (Genova) |

|                        |           |                 |
| Pitto 55’ Magnozzi 58’ | Marcatori | 79’ G. Rossetti |

| Arbitro: | Caldirola (Bologna) |

|                                     |           |                           |
| Giordani 26’ Schiavio 60’ Maini 69’ | Marcatori | 78’ Magnozzi 88’ Palandri |

| Arbitro: | Enrietti (Torino) |

|               |           |               |
| Bergamino 77’ | Marcatori | 67’ Silvestri |

| Arbitro: | Sguerso (Savona) |

|           |           |              |
| Cappa 54’ | Marcatori | 17’ Palandri |

| Arbitro: | Montessoro (Torino) |

|                        |           |             |
| Magnozzi 12’ Pitto 15’ | Marcatori | 40’ Fontana |

| Arbitro: | Turbiani (Ferrara) |

|              |           |                                |
| Magnozzi 43’ | Marcatori | 13’ Santagostino 71’ Ostromann |

| Alessandria 21 novembre 1926 7ª giornata | Alessandria     | 0 – 0 | Livorno | Campo degli Orti\| Arbitro: \| Trezzi (Milano) \| |
| Arbitro:                                 | Trezzi (Milano) |       |         |                                                   |

| Arbitro: | U. Gama (Livorno) |

|  |           |             |
|  | Marcatori | 44’ Paolini |

| Arbitro: | Garbieri (Genova) |

|                                                       |           |  |
| Magnozzi 9’, 25’, 34’, 82’ (rig.) F. Monti 49’ (aut.) | Marcatori |  |

#### Girone di ritorno
| Arbitro: | Pinasco (Sestri Ponente) |

|                                                                       |           |  |
| Rossetti II 23’, 24’, 34’, 61’, 87’ Libonatti 35’ Baloncieri 78’, 89’ | Marcatori |  |

| Arbitro: | A. Gama (Milano) |

|                                    |           |                        |
| Pitto 32’ (rig.) Magnozzi 40’, 88’ | Marcatori | 42’ (rig.) Martelli II |

| Arbitro: | Asei Conte (Vercelli) |

|                                              |           |  |
| Silvestri 43’ Pitto 71’ (rig.) Bandini I 84’ | Marcatori |  |

| Arbitro: | Barlassina (Novara) |

|                                 |           |                 |
| Bandini I 18’, 44’ Magnozzi 23’ | Marcatori | 60’ Ferraris IV |

| Arbitro: | Caironi (Milano) |

|                          |           |           |
| Cornazzani 28’ Poggi 88’ | Marcatori | 75’ Pitto |

| Arbitro: | Lenti (Genova) |

|                               |           |  |
| Ostromann 8’, 86’ Savelli 36’ | Marcatori |  |

| Arbitro: | Dani (Genova) |

|              |           |                            |
| Palandri 27’ | Marcatori | 23’ Ferrari 47’ Banchero I |

| Arbitro: | Caironi (Milano) |

|                                                    |           |  |
| Paolini 18’ (rig.) Palandri 25’, 52’ Silvestri 66’ | Marcatori |  |

| Arbitro: | Casetta (Milano) |

|                                  |           |                  |
| Vecchina 16’, 17’ Busini III 64’ | Marcatori | 20’ (rig.) Pitto |

## Statistiche

### Statistiche di squadra
| Competizione                   | Punti | In casa | In casa | In casa | In casa | In casa | In casa | In trasferta | In trasferta | In trasferta | In trasferta | In trasferta | In trasferta | Totale | Totale | Totale | Totale | Totale | Totale | DR |
| Competizione                   | Punti | G       | V       | N       | P       | Gf      | Gs      | G            | V            | N            | P            | Gf           | Gs           | G      | V      | N      | P      | Gf     | Gs     | DR |
| ------------------------------ | ----- | ------- | ------- | ------- | ------- | ------- | ------- | ------------ | ------------ | ------------ | ------------ | ------------ | ------------ | ------ | ------ | ------ | ------ | ------ | ------ | -- |
| Divisione Nazionale (girone B) | 20    | 9       | 7       | 0       | 2       | 24      | 8       | 9            | 2            | 2            | 5            | 8            | 20           | 18     | 9      | 2      | 7      | 32     | 28     | +4 |

### Statistiche dei giocatori
| Giocatore        | Divisione Nazionale | Divisione Nazionale |
| Giocatore        | Presenze            | Reti                |
| ---------------- | ------------------- | ------------------- |
| M. Baldi         | 6                   | 0                   |
| A. Bandini       | 3                   | 1                   |
| P. Bandini       | 9                   | 2                   |
| M. Del Cittadino | 1                   | 0                   |
| B. Giraldi       | 17                  | 0                   |
| A. Innocenti     | 14                  | 0                   |
| G. Innocenti     | 10                  | 0                   |
| P. Lami          | 1                   | -2                  |
| F. Lipizer       | 15                  | -22                 |
| M. Magnozzi      | 18                  | 11                  |
| L. Niccolai      | 2                   | -3                  |
| M. Palandri      | 12                  | 4                   |
| P. Paolini       | 18                  | 2                   |
| A. Pitto         | 18                  | 6                   |
| M. Scazzola      | 14                  | 0                   |
| P. Silvestri     | 16                  | 3                   |
| E. Tommasi       | 2                   | 0                   |
| G. Vincenzi      | 16                  | 0                   |
| S. Volpi         | 1                   | 0                   |
| R. Winkler       | 5                   | 0                   |